# Меллерівське розсіяння
Меллерівське розсіяння або розсіяння Меллера (англ. Møller scattering) — процес пружнього розсіювання електрона на електроні, що описуєть найнижчим порядком теорії збурень в квантовій електродинаміці. Названий на честь данського фізика та математика Крістіана Меллера. Вказаний процес зображується двома діаграмами Фейнмана (u- і t- канали). У цьому наближені не враховуються радіаційні поправки, а також випромінювання м'яких фотонів, якими завжди супроводжується процес розсіювання заряджених частинок.
Релятивістськи-інваріантний вираз для диференціального перерізу Меллерівського розсіяння отримується згідно з відомими правилами обчислення елементів S-матриці в КЕД (в системі одиниць, в якій
{\displaystyle c=1}):
{\displaystyle d\sigma =r_{e}^{2}{\frac {4\pi m^{2}\cdot (dt)}{s(s-4m^{2})}}{\Bigg \{}{\frac {1}{t^{2}}}{\Big [}{\frac {s^{2}+u^{2}}{2}}+4m^{2}(t-m^{2}){\Big ]}+{\frac {1}{u^{2}}}{\Big [}{\frac {s^{2}+t^{2}}{2}}+4m^{2}(u-m^{2}){\Big ]}+{\frac {4}{tu}}({\frac {s}{2}}-m^{2})({\frac {s}{2}}-3m^{2}){\Bigg \}}}
{\displaystyle s=(p_{1}+p_{2})^{2},\qquad t=(p_{1}-q_{1})^{2},\qquad u=(p_{1}-q_{2})^{2}}
{\displaystyle p_{1}+p_{2}=q_{1}+q_{2},\qquad p_{1}^{2}=p_{2}^{2}=q_{1}^{2}=q_{2}^{2}=m^{2}}
У цих виразах використано позначення:
{\displaystyle p_{1},p_{2},q_{1},q_{2}} — початкові та кінцеві 4-імпульси 1ого і 2ого електронів

{\displaystyle m} — маса електрона
{\displaystyle r_{e}={\frac {e^{2}}{4\pi m}}={\frac {\alpha }{m}}\simeq 2.82\cdot 10^{-15}}м — класичний радіус електрона 

{\displaystyle (dt)} — диференціал величини {\displaystyle t}

Вводячи кут розсіяння {\displaystyle \theta } і енергію електронів {\displaystyle \epsilon } в системі центра мас, де 
{\displaystyle \mathbf {p_{1}} =-\mathbf {p_{2}} }
{\displaystyle (p_{1}q_{1})=p^{2}\cos {\theta }}
{\displaystyle \epsilon =p^{2}+m^{2}}
{\displaystyle s=4p^{2}}
{\displaystyle t=-4p^{2}\sin ^{2}{\theta /2}}
{\displaystyle u=-4p^{2}\cos ^{2}{\theta /2}},
отримаємо формулу Меллера (K.Møller, 1932):
{\displaystyle d\sigma =r_{e}^{2}{\frac {1+\beta ^{2}}{4\beta ^{4}\gamma ^{2}}}{\bigg [}{\frac {4}{\sin ^{4}{\theta }}}-{\frac {3}{\sin ^{2}{\theta }}}+{\bigg (}{\frac {\beta ^{2}}{1+\beta ^{2}}}{\bigg )}^{2}{\bigg (}1+{\frac {4}{\sin {\theta }}}{\bigg )}{\bigg ]}d\Omega }
де

{\displaystyle \gamma ={\frac {\epsilon }{m}}={\frac {1}{\sqrt {1-\beta ^{2}}}}}
{\displaystyle \beta ={\frac {p}{m}}}
{\displaystyle d\Omega =\sin {\theta }d\theta d\phi } — елемент тілесного кута
У нерелятивістській границі ({\displaystyle \beta \ll 1}) цей вираз переходить у формулу Резерфорда з врахуванням обмінної взаємодії (через тотожність електронів) у Борнівському наближені.
{\displaystyle d\sigma ={\frac {e^{4}}{(16\pi mv^{2})^{2}}}{\bigg [}{\frac {1}{\sin ^{4}{\theta }}}+{\frac {1}{\cos ^{4}{\theta }}}-{\frac {1}{\sin ^{2}{\theta /2}\cos ^{2}{\theta /2}}}{\bigg ]}}
Для переходу до лабораторної системи відліку, в якій один із електронів перебуває в стані спокою, потрібно ввести відповідні змінні ({\displaystyle \theta ',\gamma ',\beta '}), з допомогою співвідношень
{\displaystyle \cos {\theta }={\frac {2-(\gamma '+3)\sin ^{2}{\theta '})}{2+(\gamma '+1)\sin ^{2}{\theta '})}},\qquad 2\gamma ^{2}=\gamma '+1,\qquad {\frac {4\beta ^{2}\gamma ^{2}}{1+\beta ^{2}}}=(\beta ')^{2}\gamma '}
У рамках моделі електрослабкої взаємодії, крім діаграм однофотонного обміну, є також діаграми з проміжним векторним бозоном Z°. Проте їхній внесок у переріз розсіяння електронів дуже малий за рахунок дуже великої маси бозона.